# Муарем Муарем
Муарем Муарем Раміз (мак. Муарем Муарем Рамиз, нар. 22 жовтня 1988, Скоп'є) — македонський футболіст турецького походження, півзахисник, останнім клубом якого був македонський клуб «Шкупі», та колишній гравець національної збірної Македонії.

## Клубна кар'єра
Муарем Муарем народився у Скоп'є в турецькій родині у 1988 році. Розпочав займатися футболом у школі місцевого футбольного клубу «Работнічкі», у якому й розпочав виступи в професійному футболі. Проте у своєму першому сезоні молодий футболіст зіграв лише 4 матчі за столичний клуб у чемпіонаті, після чого керівництво клубу віддало його в оренду в інший македонський клуб «Тетекс», у якому він також зіграв 4 матчі в чемпіонаті країни. Після нетривалої оренди Муарем повернувся до «Работнічкі», і вже в цьому сезоні він став одним із гравців основного складу, зігравши 20 матчів у чемпіонаті країни. У серпні 2010 року футболіст став гравцем турецького клубу «Ордуспор», підписавши з ним трирічний контракт. На початку сезону Муарем був гравцем основного складу команди, та зумів відзначитись кількома забитими м'ячами, проте після відходу з команди головного тренера Угура Тютюнекера у березні 2011 року та заміни його на Метіна Діядіна він втратив місце в основі, зігравши при новому тренері лише 3 матчі, й після закінчення сезону «Ордуспор» розірвав контракт із Муаремом.
У серпні 2011 року Муарем Муарем повернувся до свого колишнього клубу «Работнічкі», з яким уклав дворічний контракт. У команді після повернення за півроку футболіст зіграв 16 матчів у чемпіонаті країни та кілька матчів у єврокубках.
У лютому 2012 року Муарем Муарем підписав контракт із клубом найвищого азербайджанського дивізіону «Карабах», підписавши контракт із клубом на 3,5 роки, приєднавшись до іншого македонського футболіста Ндеріма Недзіпі. У команді македонський футболіст турецького походження швидко став одним із гравців основного складу, став автором кількох важливих м'ячів команди, у тому числі у фіналі Кубку Азербайджану 2014—2015 років, а також переможний м'яч у матчі Ліги Європи з майбутнім фіналістом турніру «Дніпром». У складі агдамської команди Муарем став дворазовим чемпіоном Азербайджану та володарем кубку країни.
У червні 2015 року Муарем Муарем підписав трирічний контракт із турецьким клубом «Ескішехірспор». Проте, зігравши лише одну гру за турецьку команду, македонський футболіст у січні 2016 року повернувся до «Карабаха». У складі команди футболіст здобув ще один титул володаря Кубку Азербайджану та двічі ставав переможцем першості країни.
7 липня 2017 року Муарем Муарем підписав контракт із казахським клубом «Актобе». У казахському клубі македонський футболіст став гравцем основного складу, забив один із найкрасивіших голів чемпіонату, та, незважаючи на невдалі виступи команди, був одним із лідерів команди. Проте у зв'язку з фінансовими проблемами клубу вже в кінці 2017 року Муарем покинув «Актобе». Уже в грудні 2017 року Муарем підписав контракт із албанським клубом «Фламуртарі». Проте вже за півроку футболіст повертається на батьківщину, де стає гравцем клубу «Шкупі». Так і не зігравши за цей клуб у чемпіонаті країни, Муарем покидає «Шкупі». На початку 2019 року футболіст мав намір перейти до азербайджанського клубу «Зіра», проте цей перехід так і не відбувся. У 2020—2021 роках Муарем знову грав у складі клубу «Работнічкі» зі Скоп'є, а в другій половині року грав у складі македонського клубу «Брегальниця». З початку 2022 року футболіст грає у складі клубу «Гостивар».

## Виступи за збірні
Муарем Муарем грав у складі юнацької збірної Македонії різних вікових груп, а також за молодіжну збірну Македонії. Уперше до національної збірної футболіста викликав Джон Тошак у вересні 2011 року, і вже 2 вересня 2011 року Муарем Муарем уперше вийшов у складі національної збірної в матчі відбору до чемпіонату Європи 2012 року проти збірної Росії, замінивши на 85 хвилині матчу Веліче Шумулікоскі. Протягом 2011—2012 року Муарем відносно часто викликався до збірної, проте пізніше його зовсім не залучали до матчів збірної, і нова поява футболіста в національній збірній відбулась лише в 2014 році. Останній матч за збірну Муарем Муарем зіграв у 2015 році, всього в активі гравця 7 матчів за першу збірну Македонії.

## Титули і досягнення
- Чемпіон Азербайджану (4):

«Карабах»: 2013-14, 2014-15, 2015-16, 2016-17
- Володар Кубка Азербайджану (3):

«Карабах»: 2014-15, 2015-16, 2016-17